# Topics in Current Chemistry
Topics in Current Chemistry (abrégé en Top. Curr. Chem.) est une revue scientifique bimestrielle à comité de lecture qui publie des articles  de revue concernant tous les domaines de la chimie. D'après le Journal Citation Reports, le facteur d'impact de ce journal était de 4,464 en 2014.

## Histoire
Au cours de son histoire, le journal a changé une fois de nom :
- Fortschritte der chemischen Forschung, 1949 (vol.1)-1973 (vol.39)  (ISSN 0071-7894)
- Topics in Current Chemistry, 1973 (vol.40)-en cours  (ISSN 0340-1022)

## Bureau éditorial
Actuellement, les directeurs de publication sont V. Balzani, K. N. Houk, H. Kessler, J.-M. Lehn, S. V.  Ley, A. Meijere, S. L. Schreiber, J. Thiem, B. M. Trost, P. Vogel, F. Vögtle et H. Yamamoto.